# Are Shankar, Muddebihal
Are Shankar là một làng thuộc tehsil Muddebihal, huyện Bijapur, bang Karnataka, Ấn Độ.